# Cronache aquilane

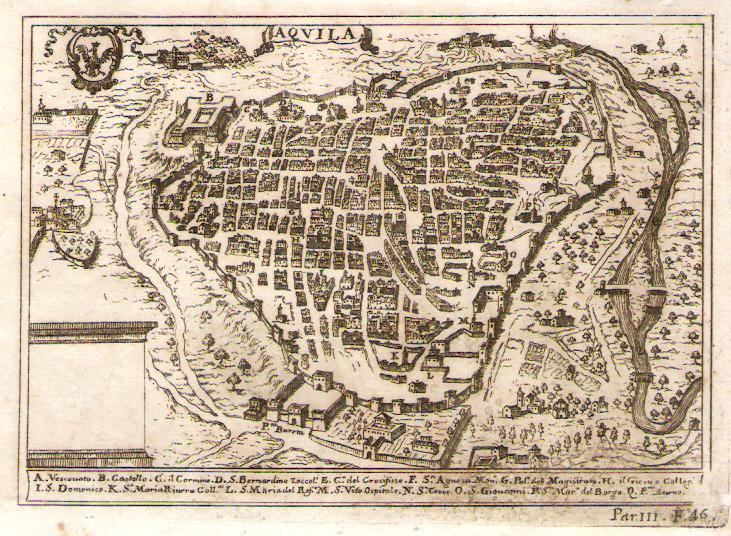
L'impianto urbano della Aquilana civitas in una topografia seicentesca anteriore al terremoto del 1703

Le Cronache aquilane costituiscono un cospicuo filone storiografico e letterario, in prevalenza medievale, che si concentrò sulla narrazione delle vicende della storia civica dell'Aquila, utilizzando il latino o il volgare, a seconda dei casi, ed esprimendosi sia in poesia sia in prosa. Questa tradizione, solo in parte tramandataci, esibisce tali caratteri di originalità e specificità da distinguersi nettamente nel panorama civico e letterario del Regno di Napoli.
Il corpus cronachistico sopravvissuto riguarda sostanzialmente l'epoca tardo medievale della storia cittadina, dalla fondazione nel XIII secolo fino al XV. In un solo caso viene lambita l'età moderna, con una cronaca che si spinge fino ai primi decenni del XVI secolo. Nella sopravvivenza del corpus ha avuto un ruolo importante il lavoro di recupero svolto, nell'ambito delle Antiquitates Italicae Medii Aevi di Ludovico Antonio Muratori, dall'erudito settecentesco Anton Ludovico Antinori, religioso oratoriano e vescovo.
Precursore del genere fu il cronista medievale Buccio di Ranallo da Poppleto, fiorito nel XIV secolo, ma il corpus documentario delle antiche Cronache aquilane fu incrementato e reso copioso dall'opera di numerosi epigoni. Tra le cronache successive a quella di Buccio, sono state tramandate quelle di Niccolò da Borbona (XV secolo), a copertura del periodo 1362-1424, di Francesco di Angeluccio di Bazzano, che scrisse del periodo 1436-1485, dell'Anonimo dell'Ardinghelli e di Bernardino da Fossa, entrambi cronisti per gli anni 1254-1423, e quella di Alessandro de Ritiis (XV secolo), che scrisse sul periodo dal 1347 al 1497.
A chiudere questo filone è la cosiddetta Cronaca basiliana, così chiamata dal nome del suo estensore, Vincenzo di Basilii di Collebrincione: si tratta della più recente compilazione tra quelle conosciute, che prende sinteticamente in carico il periodo dal 1476 al 1529. Si tratta, peraltro, di anni cruciali nella storia della città, posti a cavallo di quel crinale storico che segnala convenzionalmente il passaggio dal Medioevo all'età moderna, anni particolarmente significativi per l'Italia e per L'Aquila, segnati, come furono, dalle guerre di conquista dell'egemonia sulla penisola.
La fioritura di questo genere pone L'Aquila in una posizione peculiare rispetto alle tradizioni civiche del resto del Regno di Napoli e accompagna un periodo che può essere considerato come l'età aurea della storia aquilana, per la prosperità economica e per lo status di autonomia di cui la città poteva allora godere.
È significativo notare infatti come l'ultima opera conosciuta, la Cronaca basiliana, sia anche quella che, con la sua narrazione, accompagna la storia dell'Aquila verso gli anni che avrebbero segnato l'epilogo di quello statuto di autonomia, con la conclusione delle Guerre d'Italia e l'assorbimento della città nell'orbita della dominazione spagnola.

## Il corpus delle cronache aquilane

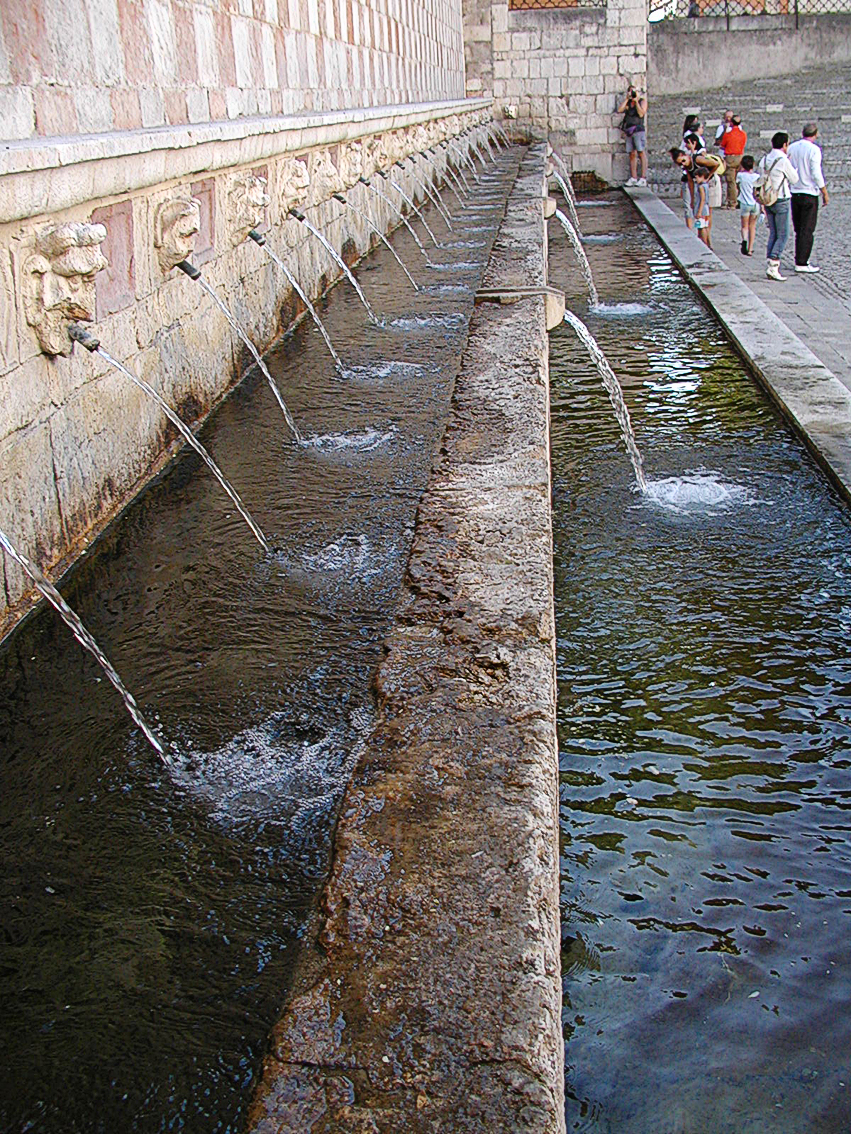
La Fontana delle 99 cannelle, del 1272, tradizionalmente legata all'atto di fondazione della città. I 99 mascheroni, coi loro getti, simboleggerebbero gli altrettanti castelli che diedero vita alla città dell'Aquila.

### Caratteri distintivi
La consuetudine cronachistica si presenta come un tratto distintivo della tradizione culturale aquilana, in grado di porre la città in posizione eccezionale e quasi unica nella capacità di costruire la propria identità civica, rispetto alle altre città del Regno di Napoli le quali - come è stato opportunamente notato - non furono generalmente in grado di esprimere «una storiografia cittadina paragonabile per quantità e qualità a quella del resto d'Italia». Nel Regno di Napoli, infatti, sarà solo L'Aquila a sapersi dotare, dalla metà del Trecento, di «una vera e propria cronaca cittadina [...] a opera di Buccio di Ranallo e dei suoi continuatori».

### Opere principali
La mole originaria dei documenti doveva essere molto più vasta di quella del corpus tramandato. Lo testimonia l'enorme ampiezza di riferimenti nei 54 volumi degli Annali e della Corografia di Anton Ludovico Antinori.
Il repertorio delle cronache sopravvissute copre soprattutto il periodo tardo medievale compreso tra il XIV e il XV secolo, solo in un caso arrivando a toccare il primo trentennio del XVI secolo.
Di questo arco di tempo, nella storia della città dell'Aquila, si occupano le seguenti opere:

#### 1. LaCronacadi Buccio di Ranallo da Poplito
La Cronaca di Buccio di Ranallo da Popplito parte all'incirca dalla fondazione della città (intorno al 1253) e giunge fino al 1362. Si tratta di un poema in versi scritto in quartine di 1256 versi alessandrini monorìmi. Vi si trovano intercalati 21 «vigorosi sonetti politici» finalizzati alla pacificazione dei contrasti intestini tra le fazioni cittadine.

Nella sua cronaca, Buccio di Ranallo tratta molti degli eventi salienti dei suoi tempi, quali la prima e seconda fondazione della città e il succedersi delle dinastie reali nel meridione. La cronaca è di notevole importanza sia per la veridicità dei fatti raccontati sia per la qualità della sua vivace e appassionata narrazione.

Per queste sue caratteristiche, infatti, Buccio (dietro la cui figura, secondo un'ipotesi di Vincenzo De Bartholomaeis, si nasconderebbe la figura di un giullare) è stato definito come 
(Leopoldo Cassese)
La lingua di Buccio "[...] nella sua rozzezza, attingeva ai serbatoi più genuini della dialettalità municipale, del resto alimentata da una città che non aveva ancora inaugurato in modo permanente i contatti con la cultura contemporanea". La sua opera non rimase isolata ma fu proseguita da una folta schiera di epigoni, continuatori e imitatori. E fu proprio in mano ai suoi seguaci che lo strumento linguistico locale conobbe una significativa evoluzione, divenendo una risorsa « [...] più agile e disinvolta, ormai intonata alle gentilezze del toscano».

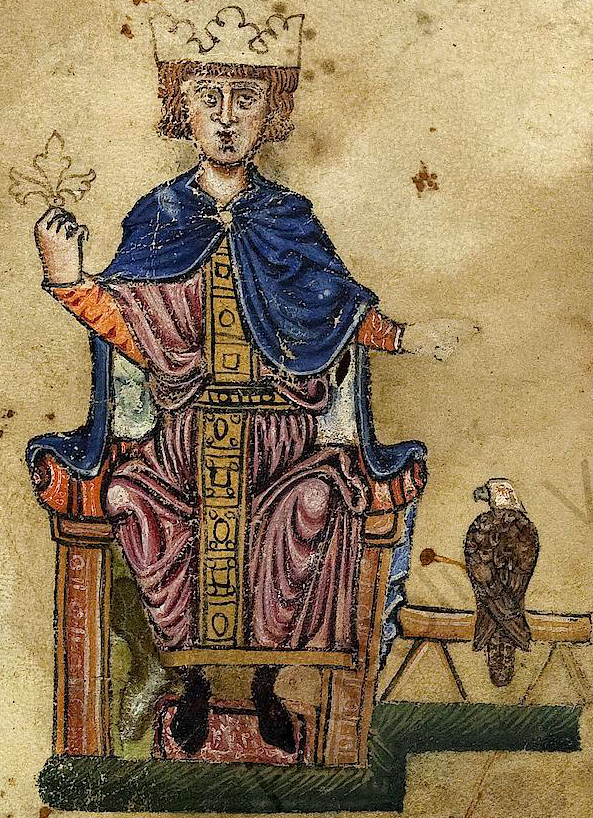
Ritratto di Federico II di Svevia

Il poema, composto di 1256 strofe tetrastiche di alessandrini (il verso ufficiale della didascalia settentrionale) gli avvenimenti della storia Aquilana, partendo dalle vicende che precedettero la prima fondazione nel 1254 dai famosi 99 castelli circostanti, e terminando con i fatti del maggio del 1362. In questi termini si svolge il filo di una ricostruzione storica, che ha per tema la lotta delle forze del nascente Comune contro i feudatari di stabilimento imperiale (dapprima di Federico II di Svevia, poi di Carlo I d'Angiò); intorno a questo nucleo di interesse prevalente trova poi modo di innestarsi il complesso di vicende che dalla seconda metà del XIII secolo, alla prima del XIV caratterizzarono la storia del sud Italia. Dai primi tentativi di edificazione della città dagli abitanti di Amiternum (l'antica città romana sabina presso San Vittorino), verificatisi nel momento critico della lotta imperiale e papale tra papa Gregorio IX e Federico II di Svevia, si passa agli sforzi più consapevoli degli Aquilani, tesi al raggiungimento di una costituzione comunale, nell'ambito di quel generale risveglio delle autonomie locali, che s'avverte nel Regno di Napoli, all'indomani della morte di Federico (1250), e si conclude con la costituzione dell'originario Comune rustico, presso la località di Acculi (l'area attuale del Borgo Rivera con la fontana delle 99 cannelle), che divenne Municipio riconosciuto dal Privilegium concesso da Corrado IV di Svevia, figlio di Federico, nel 1254.
La città inizia a svilupparsi dall'attuale Quarto di San Giovanni di Lucoli, e nella parte nord-est, in località La Torre, il cuore dell'attuale Quarto di Santa Giusta. Nel 1256 la diocesi viene trasferita dalla vicina Forcona nella nuova cattedrale in Piazza del Mercato, durante il regno di Manfredi di Svevia nel 1258-59, che rivendica nel Mezzogiorno la tradizionale politica accentratrice dei Normanni e degli Svevi, L'Aquila, per la sua stessa natura di tradizione municipalista con un collegio comunale, si oppone fieramente a questa politica, e pertanto viene attaccata e distrutta nel 1259. La città verrà ricostruita nel 1265-67 per volere del nuovo sovrano Carlo I d'Angiò, che insieme agli Aquilani sconfisse Corradino di Svevia nella battaglia di Tagliacozzo. La politica di lealismo che la monarchia intese restaurare nei confronti del clero e dei nobili, il fiscalismo gravoso, l'arbitrio degli ufficiali, dovettero essere avvertiti in Aquila, il cui notevole sviluppo economico e sociale avrebbe richiesto un'adeguata evoluzione delle forme costituzionali, nei confronti della monarchia.

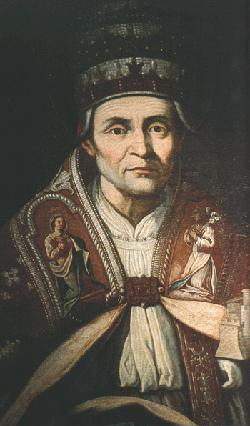
Ritratto di papa Celestino V, dele cui reliquie Buccio ricorda la traslazione e il ritorno all'Aquila nel 1317.

Buccio avverte il nesso storico di questi elementi, svelando in forma polemica e spregiudicata gli interessi mondani celati all'ombra della politica della Chiesa, denunciando i soprusi dei burocrati angioini, gli intrighi degli appaltatori che assicurano la continuità della politica finanziaria statale, nei confronti delle collettività produttrici, ma soprattutto additando nella potenza delle consorterie nobiliari, il maggior pericolo per la libertà del Comune. Infatti, il tema centrale della Cronica è la lotta delle fazioni, poiché ogni elemento nuovo dei mercanti e degli arrivisti è visto da Buccio come fonte del sovvertimento del vecchio ordine sociale; questo sovvertimento può mostrarsi con tentativi di restaurazione degli antichi privilegi, oppure cercando di monopolizzare con la politica demagogica le nascenti risorse dell'attività commerciale e artigianale, dato che in quel tempo nacque il Collegio delle Arti Nobili, con sede nell'ancora esistente palazzetto dei Nobili.
Sotto re Roberto d'Angiò, definito "re Mercante" da Buccio, i nobili minacciarono la collettività, e il dissidio tra politica oligarchica e necessità del Comune, che si individuano nello sviluppo artigiano nella regolamentazione dei rapporti col ceto rurale, si acuisce al punto da rendere precaria la stabilità della forma istituzionale vigente di governo.
In questo contesto Buccio traccia uno spietato ritratto di ser Lalle I Camponeschi (da non confondere col nipote Pietro Lalle Camponeschi), il quale con il suo potere ha occupato il Comune, gestendo la cosa pubblica. Tuttavia, non mancano chiari riferimenti storici, come la congiura contro il tribuno della plebe Niccolò dell'Isola, l'incoronazione papale del 28 agosto 1294 di frate Pietro da Morrone presso la basilica di Santa Maria di Collemaggio, e la tremenda pestilenza del 1348, seguita da un forte terremoto del 1349, che distrusse gran parte della città.

#### 2 e 3.Cronaca delle cose dell'Aquiladi Antonio di Boetio
Con la sua Cronaca delle cose dell'Aquila, Antonio di Boethio (o di Boezio, detto anche Antonio di Buccio di San Vittorino) copre il periodo 1363-1381, esprimendosi nella stessa forma metrica utilizzata da Buccio di Ranallo. Questa cronaca va ad aggiungersi al poema, in ottava rima e cinque canti, che lo stesso Antonio di Buccio scrisse sulla Venuta di Re Carlo di Durazzo nel Regno (1378-1382).
Entrambe le cronache di Antonio di Boezio furono pubblicate dall'erudito settecentesco Anton Ludovico Antinori, incorporate nel VI volume della Antiquitates Italicae Medii Aevi di Ludovico Antonio Muratori.

#### 4.Catalogus pontificum Aquilanorum
Il Catalogus pontificum Aquilanorum ab anno 1254 ad annum usque 1472 copre l'intervallo di tempo dal 1254-1472. La sua compilazione è frutto dell'opera di due autori rimasti anonimi. Anche il Catalogus fu incorporato nel VI volume delle muratoriane Antiquitates Italicae Medii Aevi, per opera dell'Antinori, che ne rinvenne una copia nell'Archivio capitolare di San Massimo. Un'altra copia è conservata alla Biblioteca Vaticana.

#### 5.Diariadi Iacopo Donadei
I Diaria rerum suis temporibus Aquilae et alibi gestarum (1407-1414) furono scritti in prosa latina da Jacopo Donadei, che fu vescovo dell'Arcidiocesi dell'Aquila, in pieno clima scismatico d'Occidente, dal 31 agosto 1391 al 6 gennaio 1431.
Anche la pubblicazione della cronaca del Donadei si deve a monsignor Anton Ludovico Antinori che ne inviò il manoscritto a Roma, nelle mani di Giovanni Cristofano Amaduzzi affinché lo pubblicasse. Amaduzzi lo mandò in stampa nel 1783, in ottavo, con premessa e notizie biografiche dell'Antinori, inserendolo nel quarto e ultimo volume del suo Anecdota litteraria ex mss. codicibus eruta, con il titolo di Jacobi Donadei Episcopi Aquilani Diaria rerum suis temporibus Aquilae et alibi gestarum, ab anno 1407 ad annum 1414. Una seconda edizione si deve a Leopoldo Palatini in lacopo Donadei e i suoi diari, nel «Bullettino della Società di storia patria "Anton Ludovico Antinori" negli Abruzzi», a. XIII (1901), 2, pp. 11-32 (note biografiche e premessa alle pp. 1-9).

#### 6.Delle cose dell'Aquila dall'anno 1363 all'anno 1424di Niccolò di Borbona

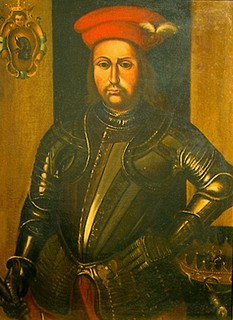
Fortebraccio, protagonista degli scontri tra Aragonesi e Angioini, perse la vita nell'assedio dell'Aquila del 1424.

La cronaca Delle cose dell'Aquila dall'anno 1363 all'anno 1424 di Niccolò di Borbona, in prosa volgare, si ferma all'episodio dell'assedio della città da parte di Andrea Fortebraccio (Braccio da Montone), e della sua morte, eventi che si iscrivono nell'ambito delle lotte fra Angioini e Aragonesi sul suolo italiano.
Fu quest'opera, assieme a quella più antica di Buccio di Ranallo, una delle fonti primarie a cui attinse dichiaratamente Alessandro de Ritiis (v. oltre) nella sua Chronica civitatis Aquilae della metà del XV secolo..

#### 7.Annali della Città dell'Aquila(dalle origini al 1424)
Gli Annali della Città dell'Aquila coprono il periodo storico che va dalla fondazione della città fino all'anno 1424. L'opera fu raccolta dall'erudito Angelo Leosini (1819-1881) che, progettandone la pubblicazione, la ricopiò da fonti manoscritte di proprietà della famiglia Dragonetti. Leosini non riuscì nel suo intento e l'opera vide la luce solo dopo la sua morte, in due volumi (1883-1886), per le cure del nipote Giuseppe che ne aveva riordinati i contenuti dopo averla ritrovata tra le carte lasciate dallo zio. A causa di un errore in buona fede del nipote, che la credette opera di suo zio, la pubblicazione ricevette il titolo fuorviante di Annali della città di Aquila, opera postuma del Prof. Angelo Leosini, ordinata da Giuseppe Leosini (stab. tip. R.Grossi, 1883-1886). Questa serie di circostanze ha fatto sì che gli Annali vengano spesso erroneamente attribuiti ad Angelo Leosini, un errore in cui incorre anche l'Enciclopedia Italiana, vol. III, p. 794.

#### 8. Cronaca dellaGuerra braccescadi Niccolò Ciminello di Bazzano
Il poema di Niccolò Ciminello di Bazzano sulla cosiddetta guerra braccesca del 1423-24, l'offensiva di Braccio Fortebraccio da Montone contro L'Aquila, fu scritto in ottava rima e in undici canti.
Il poema del Giminello fu a lungo creduto di autore incerto. Il primo a esprimersi a favore di una probabile attribuzione fu Girolamo Bivera. A questa opinione aderì Anton Ludovico Antinori che pubblicò l'opera nel VI Tomo delle Antichità del medio Evo. Il ritrovamento del manoscritto originale, avvenuto poco dopo, quando la pubblicazione dell'opera era già in fase avanzata, confermò con certezza l'attribuzione proposta da Bivera e dall'Antinori. Quest'ultimo ne poté comunque dar conto in una nota aggiunta in coda all'opera.
Verso la metà del XVI secolo. il poema fu utilizzato da Angelo Pico Fonticulano, che lo tradusse in prosa latina con il titolo di Bellum Braccianum (o De bello Bracciano). Quest'opera fu poi ripubblicata nel 1630 per l'editore Cacchi dell'Aquila e, nel XVIII secolo, da Pietro Burmanno, che la inserì nella sua grande collezione degli scrittori di cose italiane.

#### 9.Cronaca delle cose dell'Aquila dall'anno 1436 al 1485di Francesco d'Angeluccio di Bazzano
La Cronaca delle cose dell'Aquila dall'anno 1436 al 1485 fu opera di un mercante e uomo politico cittadino, Francesco d'Angeluccio di Bazzano, che la redasse in prosa volgare, animato dall'intento di compilare un repertorio di eventi notevoli, annotati per ciascun anno (1436-1485). Francesco d'Angeluccio si era già cimentato, nel 1436, nella trascrizione della Cronaca del precursore Buccio. L'autore è un mercante, che fu parte attiva della vita amministrativa della città, nella quale ricoprì incarichi pubblici come quello di sindaco/console dell'Arte della Lana o come la partecipazione in organi del comune, testimoniata da un suo intervento il 5 novembre 1467.
La sua opera è di modesto valore letterario e di incerta forza narrativa, ma la materia di cui si occupa è tratta dalla piccola quotidianità e lascia emergere una cronaca viva e dettagliata, che offre un interessante spaccato delle relazioni e delle tensioni sociali che agitavano la città, fino negli eventi più tesi, come la grande nevicata del 1465, o addirittura più drammatici e tragici, come i terremoti che squassarono la città del 1461-1462, o l'imperversare della peste che colpì L'Aquila nel 1478.

#### 10.Chronica civitatis Aquilaedi Alessandro de Ritiis
La Chronica civitatis Aquilae (1437-1497) fu scritta in latino medievale tra il 1493 e il 1497, opera di Alessandro de Ritiis. Il suo manoscritto originale ha ricevuto la prima edizione critica nel 1941 e nel 1943, a opera di Leopoldo Cassese, direttore dell'Archivio di Stato dell'Aquila Altra opera del De Ritiis è la Chronica Ordinis (o Chronica Franciscanae Religionis).
Si tratta di manoscritti compitati in una scrittura corsiva minuscola la cui leggibilità, già ardua, è resa ancor più problematica dal ricorso a frequenti abbreviazioni. Notevole è comunque il loro valore storico-documentario soprattutto quello della Chronica civitatis Aquilae, redatta tra il 1493 e il 1497, la più preziosa fonte della storia civile, politica, religiosa e sanitaria della città aquilana nel periodo storico a cui si riferisce: ingiustamente trascurata da molti studiosi, il suo grande valore, secondo Cassese e Maria Rita Berardi, risiede nella circostanza che l'autore è testimone oculare o addirittura parte attiva di alcuni degli eventi che in essa sono registrati.
La tradizione a cui attinge dichiaratamente De Ritiis è quella del cronista Buccio di Ranallo e dei suoi epigoni, come Niccolò (Nicola) da Borbona, che egli forse conobbe di persona.

### Altre opere del corpus
A questo primo corpus possono aggiungersi:

#### 11 e 12. Trascrizioni in prosa di san Bernardino da Fossa e dell'«Anonimo dell'Ardinghelli»
Sono le traduzioni in prosa delle Cronache di Buccio di Ranallo e di Antonio di Buccio di San Vittorino, che sono ascritte ai nomi del cosiddetto «Anonimo dell'Ardinghelli» (1254-1423), e la trascrizione di quella del beato Bernardino da Fossa

#### 13.Cronachetta anonima delle cose dell'Aquila dal 1055 al 1414

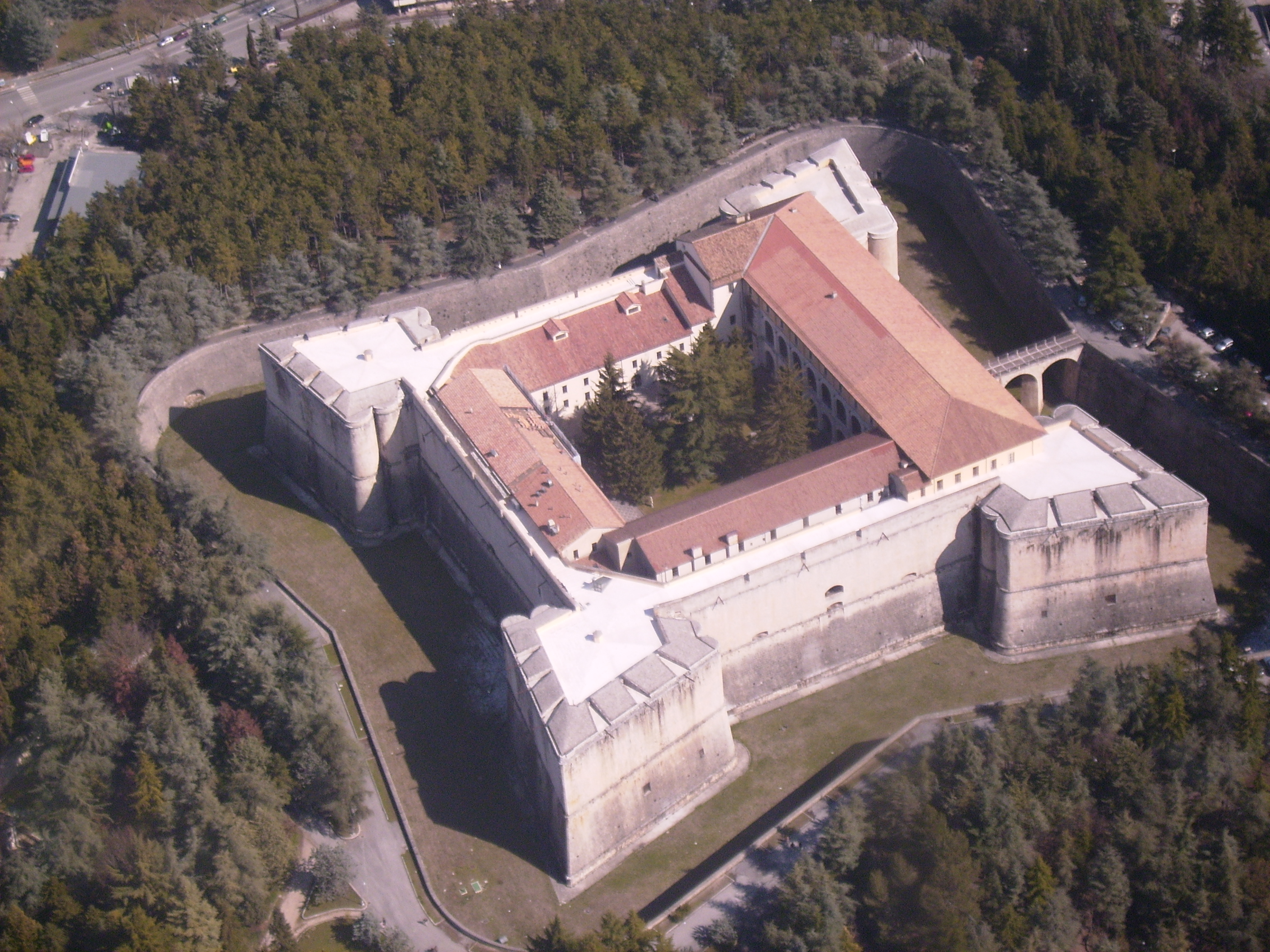
Il Forte spagnolo, simbolo della fine dell'età aurea e dell'autonomia civica aquilana, con l'avvento del dominio spagnolo.

La cosiddetta Cronachetta anonima delle cose dell'Aquila dal 1055 al 1414 è conservata in un manoscritto del Cinquecento.
Di essa non si conosce con certezza l'epoca di realizzazione: potrebbe essere una compilazione di XVI secolo ma non si può escludere che essa sia più antica, qualora la si voglia considerare come successiva copia apografa di un precedente originale quattrocentesco.

#### 14. LaCronaca basilianadi Vincenzo di Basilii di Collebrincione
La Cronaca basiliana, l'unica, tra quelle conosciute, che si estenda fino al Cinquecento, fu descritta da Vincenzo di Basilii di Collebrincione. Costui, mercante come il suo predecessore Francesco d'Angeluccio di Bazzano, prende sinteticamente in carico gli anni dal 1476 al 1529.
Senza attenersi a un rigido ordine cronologico, la Cronaca basiliana racconta di eventi e fatti cittadini dei quali l'autore fu spettatore e diretto testimone.
La narrazione si arresta al 1529, una data significativa, dato che essa segna anche la fine della lunga stagione dell'autonomia aquilana: in quell'anno Filiberto di Chalon, principe d'Orange, fa il suo ingresso in città e sottopone L'Aquila al pesantissimo prelievo di un «taglione di centomila ducati», che la città riuscirà a onorare solo con molta fatica. L'onerosissima taglia servì a finanziare la costruzione del Forte spagnolo, un edificio che assurse così a un valore emblematico: frutto di un'odiosa vessazione fiscale, divenne anche emblema e simbolo materiale dell'epilogo di quello statuto di autonomia civica di cui la città aveva potuto godere fino all'avvento degli Spagnoli.
La cronaca diretta di Vincenzo di Basilii risulta utilissima non solo per le consuete notizie sulla vita civica e sugli eventi meteorologici, sismici e pestilenziali, ma anche perché, facendosi più precisa e circostanziata dal 1495 in poi, cioè nel periodo delle Guerre d'Italia, essa fornisce anche una preziosa testimonianza di quella turbolenta fase di instabilità politica che si concluse con l'avvicendamento, nel Regno di Napoli, tra il dominio aragonese e i vicereami francesi e spagnoli.

## Cronache storiche dell'era moderna (XVI-XVIII secolo)
Annali della Città dell'Aquila di Bernardino Cirillo
Pubblicata nel 1570, l'opera è la prima storia moderna della città dell'Aquila dalle origini romane sino al XV secolo; il testo è diviso in 14 libri, le fonti sono i cronisti aquilani medievali, a partire da Buccio di Ranallo fino a Niccolò di Ciminiello. Il Cirillo si dimostrò una fonte abbastanza autorevole, malgrado errori vari, per l'epoca, tanto che fu spesso citato e preso a modello dagli storiografi aquilani e non fino al XVIII secolo, quando il suo testo fu superato dall'opera delle Antichità storico-critiche aquilane del cardinale Anton Ludovico Antinori.

Stemma comunale dell'Aquila, con il motto "Immota manet"

Istoria Sacra delle cose più notabili dell'Aquila di Giovan Giuseppe Alfieri
Opera scritta nel 1594 ma non pubblicata, conservata del Fondo Barberiniano latino, fu citata da Luigi Rivera in un suo saggio per il Bollettino della Deputazione abruzzese di Storia Patria. Si tratta di una cronachetta, nel cui proemio si riassumono, citando gli storici precedenti, le vicende aquilane dalle origini sino al Cinquecento, passando poi in rassegne le principali chiese dell'Aquila: la Cattedrale, Santa Maria di Collemaggio, San Bernardino, Santa Maria Paganica, Santa Giusta, San Pietro Coppito e San Marciano.

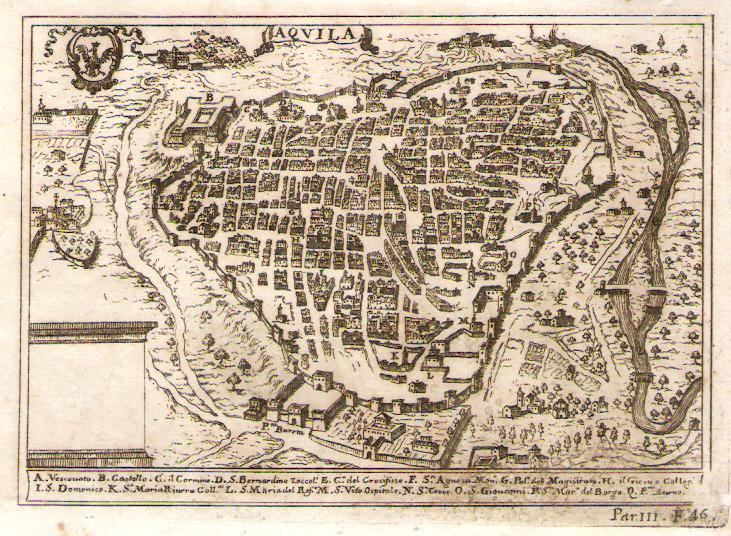
Mappa dell'Aquila in un disegno di Giovan Battista Pacichelli, per Il Regno di Napoli in prospettiva (1703)

Dialogo dell'origine della Città dell'Aquila di Salvatore Massonio
Opera storica del 1594, scritto sotto forma di dialogo di due personaggi immaginari: Salvatore e Massonio, che discorrono sulle varie ipotesi dell'origine dell'Aquila, se nel sito della città medievale vi fosse prima un abitato romano, e dei monumenti delle due città sannite di Amiternum e Forcona. Massonio è il primo a ipotizzare idee abbastanza fantasiose della fondazione della città da parte di un tal console "Aquila", in epoca romana, chiedendosi anche quale fosse l'antico sito di Foruli e Frustenia, altre cittadine romane della conca; poi passa a descrivere per primo il futuro motto aquilano Immota manet.
Descrizione della Città dell'Aquila di Marino Caprucci
Opera del 1617 prende spunto dal testo di Giovan Giuseppe Alfieri, riassume in breve le vicende storiche aquilane e descrive le maggiori chiese. Di scarso interesse, vale la pena conoscere la trattazione dei fatti contemporanei al Caprucci, delle contese di potere del 1615-17, che gettarono la città in una crisi sociale ed economica.
Istoria dell'origine e fondazione della Città dell'Aquila di Claudio Crispomonti
Scritta nel 1634 circa e non pubblicata, conservata nella Biblioteca provinciale aquilana "Salvatore Tommasi", si tratta di un'opera divisa in 2 libri: nel primo Crispomonti, come Massonio, si abbandona a congetture varie e speculazioni sulle origini romane della città aquilana; nel secondo libro passa in rassegna i vescovi i sindaci e i nobili personaggi della città dal 1600 al 1627.
Istoria Aquilana di Francesco Antonio Cesura
Scritta nella metà del XVII secolo, il manoscritto di conserva nel Fondo "Giovanni Pansa" di Pescara; qui il Cesura, rifacendosi ai cronisti medievali, ricostruisce sempre la storia aquilana dalle origini sino alla metà del '500, poi segue una lettera del 1606 scritta da Giovan Battista Benedetti in cui si celebra il vescovo Gonzalo de Rueda; i capitolo sono il riassunto, e anche la trascrizione, delle cronachette medievali: quella dell'Ardinghelli, quella di Buccio di Ranallo trascritta dal Crispomonti, quella di Giovanbattista Porcinari, quella di Basilio da Collebrincioni.
Ricordi delle cose de L'Aquila accadute in diversi tempi di Bartolomeo Crispo
Opera scritta nel XVII secolo e non pubblicata, trascrive vari documenti antichi, tra cui quelli di Bernardino Cirillo, di Amico Agnifili, di Jacopo da Roio, di Giovanni Gaglioffi; la materia è organizzata in modo annalistico a partire dal 1254.
Notizie storiche e famiglie di Aquila di Andrea Agnifili
Opera del XVII secolo, vi è la descrizione delle famiglie più illustri della città.
Antichità storico-critiche dell'Aquila di Anton Ludovico Antinori
L'opera, composta nella prima metà del XVIII secolo, insieme alla Storia dei duchi Rivera, è inclusa nel Corpus Antinoriano degli Annali degli Abruzzi - Corografia istorica degli Abruzzi - Trascrizioni di lapidi e monumenti antichi e cose varie in 42 voll. manoscritti, nella riordinazione fatta da E. Casti. Il corpus è stato edito solo negli Annali e nella Corografia nel 1971 dall'editore Forni, che riprodusse in facsimile il manoscritto originale, che si trova nella Biblioteca provinciale dell'Aquila; il corpus delle Antichità aquilane comprende una mole vasta di documenti, in gran parte oggi introvabili, presi da archivi e chiese della città e del contado; inoltre l'opera si pone in maniera uniforme e organica nella descrizione e ricostruzione storica della città abruzzese dall'epoca romana sino ai primi anni del XVIII secolo, citando le fonti di altri cronisti medievali, risultando nello stile abbastanza asciutta e imparziale, a differenza delle palesi prese di posizione degli altri cronisti e storiografi del XVI-XVII secolo nei confronti dei nobili o di accadimenti vari.